# Valentin Kononen
Valentin Kononen (ur. 7 marca 1969 w Helsinkach) – fiński lekkoatleta chodziarz, mistrz i wicemistrz świata.
Startował głównie w chodzie na 50 kilometrów. Zajął 23. miejsce w tej konkurencji w Pucharze Świata w chodzie sportowym w 1989 w L’Hospitalet. Na mistrzostwach Europy w 1990 w Splicie zajął 6. miejsce na tym dystansie. W Pucharze Świata w 1991 w San Jose wystąpił w chodzie na 20 kilometrów, w którym zajął 37. miejsce.
Był piąty w chodzie na 50 kilometrów na mistrzostwach świata w 1991 w Tokio. Na igrzyskach olimpijskich w 1992 w Barcelonie zajął 7. miejsce w tej konkurencji. Zajął 6. miejsce na tym dystansie w Pucharze Świata w 1993 w Monterrey.
Zdobył srebrny medal w chodzie na 50 kilometrów na mistrzostwach świata w 1993 w Stuttgarcie, za Hiszpanem Jesúsem Garcíą. Był 7. na tym dystansie na mistrzostwach Europy w 1994 w Helsinkach. Zajął 3. miejsce w tej konkurencji podczas Pucharu Świata w 1995 w Pekinie.
Zwyciężył w chodzie na 50 km na mistrzostwach świata w 1995 w Göteborgu, przed Giovannim Perricellim z Włoch i Robertem Korzeniowskim. Na igrzyskach olimpijskich w 1996 w Atlancie ponownie zajął 7. miejsce na tym dystansie. Był trzeci w tej konkurencji w Pucharze Świata w 1997 w Podiebradach. Na mistrzostwach świata w 1997 w Atenach zajął 9. miejsce na 50 km.
Zdobył srebrny medal na 50 kilometrów na mistrzostwach Europy w 1998 w Budapeszcie, za Robertem Korzeniowskim. Nie ukończył tej konkurencji w Pucharze Świata w 1999 w Mézidon-Canon oraz na mistrzostwach świata w 1999 w Sewilli, a na igrzyskach olimpijskich w 2000 w Sydney został zdyskwalifikowany. Zajął 9. miejsce w chodzie na 20 km w Pucharze Europy w chodzie w 2000 w Eisenhüttenstadt].
Kononen był mistrzem Finlandii w chodzie na 20 kilometrów w latach 1991, 1992, 1994, 1995, 1997, 1999 i 2000 oraz w chodzie na 50 kilometrów w 1995. Był halowym mistrzem Finlandii w chodzie na 5000 metrów w 1995, 1998 i 1999.
Rekordy życiowe Kononena:
| Konkurencja                     | Data i miejsce                      | Wynik     |
| ------------------------------- | ----------------------------------- | --------- |
| chód na 5000 metrów (stadion)   | 25 czerwca 1995, Lapinlahti         | 18:52,24  |
| chód na 5000 metrów (hala)      | 13 lutego 1999, Jyväskylä           | 18:47,26  |
| chód na 10 000 metrów (stadion) | 26 sierpnia 1995, Helsinki          | 39:23,44  |
| chód na 10 kilometrów           | 11 czerwca 1995, Helsinki           | 39:20     |
| chód na 20 000 metrów (stadion) | 8 maja 1993, Bergen                 | 1:22:22,6 |
| chód na 20 kilometrów           | 7 maja 2000, Heinola                | 1:20:42   |
| chód na 30 kilometrów           | 25 stycznia 1998, Mollet del Vallès | 2:07:37   |
| chód na 50 kilometrów           | 25 marca 2000, Dudince              | 3:39:34   |